# Red Garden
Red Garden (レッド ガーデン?, Reddo Gāden) è una serie televisiva anime prodotta dallo studio Gonzo e trasmessa su TV Asahi dal 3 ottobre 2006 al 13 marzo 2007.
La peculiarità della serie è la combinazione fra molti generi fra cui orrore, vita scolastica, ma anche musical. Altra caratteristica particolare consiste nel fatto che, contrariamente alle produzioni giapponesi ma secondo un uso diffuso in Occidente, il doppiaggio è stato registrato prima delle animazioni, realizzate quindi seguendo il labiale e le voci dei doppiatori (la caratteristica è particolarmente evidente nelle scene di canto).
Ne è stata tratta una versione manga, pubblicata dal 30 agosto 2006 al 30 gennaio 2009 sulla rivista Comic Birz di Gentosha e in seguito raccolta in quattro volumi tankōbon. È stato creato anche un OAV intitolato Red Garden: Dead Girls uscito in Giappone nel 2007. In Italia è stato pubblicato in 4 volumi da J-Pop nel 2011.
In Italia i diritti della serie sono stati acquistati da Yamato Video, che l'ha trasmessa in lingua originale con sottotitoli a partire da settembre 2014 sul canale satellitare Man-Ga.

## Trama
Kate, Rachel, Rose, e Claire sono quattro ragazze normalissime che frequentano lo stesso college americano nella città di New York. All'apparenza, le quattro non hanno nulla in comune, se non che un giorno tutte e quattro si svegliano nella medesima condizione psicofisica: per quanto si sforzino, non riescono a ricordare nulla di quanto sia avvenuto la notte antecedente.
Trascorsa la giornata in maniera più o meno normale, le quattro si ritrovano quella stessa sera in un vicolo scuro della città, attirate, indipendentemente l'una dall'altra, da alcune farfalle che solo loro riescono a vedere. Conoscendosi solo di vista, le ragazze iniziano a chiedersi per quale motivo si ritrovino in una situazione così strana, quando dal vicolo compare la coppia composta da Lula e JC. I due si rivelano ben presto i mentori delle quattro ragazze, che vengono catapultate in una lotta senza quartiere - la prima di una lunga serie - contro una creatura del tutto simile, nell'aspetto, ad un umano ma affetta come da rabbia.
Da quel momento, il destino delle ragazze è segnato. Durante tutte le notti in cui vedranno comparire le farfalle misteriose dovranno combattere per riuscire a sopravvivere.

## Personaggi
- Kate Ashley (ケイト・アシュレイ?, Keito Ashurei) doppiata da Akira Tomisaka, grazie all'influenza della sua famiglia occupa una posizione di prestigio nella scuola, facendo parte del gruppo elitario chiamato Grace. Fra le quattro ragazze protagoniste, Kate è la più composta, quella che difficilmente si innervosisce.
- Rachel Benning (レイチェル・ベニング?, Reicheru Beningu) doppiata da Ryoko Shintani, è una ragazza famosa in tutta la scuola, sempre alla moda e all'apparenza estremamente superficiale. Con il trascorrere della serie, finirà con il lasciar trasparire le sue paure ed emozioni, nonché una profondità d'animo in contrasto con la sua apparenza.
- Rose Sheedy (ローズ・シーディー?, Rōzu Shiidii), doppiata da Ayumi Tsuji, è una ragazza timida a cui non piace combattere anche se il gruppo fa affidamento su di lei più volte. Rose, nel quartetto protagonista, è colei che dovrà impegnarsi maggiormente per vincere le sue paure e titubanze. A causa di una malattia di cui è vittima sua madre, ed essendo suo padre assente, Rose è anche la più responsabile fra le ragazze, dovendo prendersi giornalmente cura dei sue due fratellini, Paul e Carrie.
- Claire Forrest (クレア・フォレスト?, Kurea Foresuto), doppiata da Miyuki Sawashiro. All'apparenza è un maschiaccio che vive alla giornata, mantenendosi da sola grazie al suo lavoro come cameriera, ma all'occorrenza è sempre presente per aiutare le altre a tirarsi fuori dai guai.
- Lisa Harriette Meyer (リーズ・ハリエット・メイヤー?, Rīzu Harietto Meiyā), doppiata da Misato Fukuen è l'anello che unisce le quattro ragazze protagoniste. Tutte loro, infatti, le erano legate prima della sua morte e sarà proprio la sua morte a precipitare le ragazze nella loro avventura.

### Personaggi secondari
- Lula (ルーラ?, Rūra). Insieme al suo partner JC, è il contatto fra le ragazze protagoniste e Animus, l'organizzazione in guerra con la famiglia di Hervé. Lula è a conoscenza di molteplici segreti, sebbene raramente dia indizi alle ragazze in quanto è convinta che conoscendo poco della situazione in cui esse si trovano, abbiano più opportunità di farcela.
- JC è il compagno di Lula, un ragazzo di poche parole che solitamente supporta sempre le azioni della sua partner, da cui è messo in ombra. Il suo nome completo è Jeremy Charles Ferhlan.
- Hervé Girardot (エルヴェ?, Eruve) è il misterioso ragazzo che appartiene alla famiglia dei Girardot e che, come i suoi parenti, condivide con loro la maledizione che da anni attanaglia la loro stirpe. Hervé vive in costante contrasto con le decisioni prese dalle gerarchie maggiori della sua famiglia che rischiano di compromettere la vita di sua sorella e sua cugina, le ultime due Girardot viventi.
- Emilio Girardot è il cugino di Hervé, nonché fidazanto di Emma, sorella maggiore di Kate.
- Emma è la sorella maggiore di Kate, una ragazza spiritosa ed estremamente vitale.
- Paula è la presidentessa del gruppo elitario conosciuto con il nome di Grace, di cui anche Kate fa parte. Quando proprio Kate inizia a tenere un comportamento inammissibile per gli standard dell'élite studentesca - arrivando tardi a lezione e facendosi vedere in giro con Rachel, Rose e Claire, ritenute pericolose influenze - sarà proprio Paula a prenderne le difese. Questo atteggiamento, in principio incomprensibile, troverà una logica spiegazione nei sentimenti che Paula prova nei confronti di Kate.
- Jessica, a sua volta parte dell'élite studentesca, farà di tutto perché Kate sia allontanata dal suo ruolo, arrivando a scontrarsi apertamente contro Paula.
- Luke è il fidanzato di Rachel e il leader maschile del gruppo di cui la stessa Rachel fa parte. A seguito del cambiamento della ragazza, finirà con l'assumere comportamenti dubbi, risentendo del cambiamento nel loro rapporto.
- Amanda, Vanessa, Susan, Sam sono i quattro migliori amici di Rachel e Luke. Si muovono sempre insieme, amano le discoteche e i locali alla moda e rappresentano il gruppo più frivolo e allo stesso tempo elitario della scuola.
- Sara è la migliore amica di Rose. Sarà proprio lei ad aiutare la ragazza nella ricerca di suo padre scomparso.
- Ewan è il miglior amico di Claire, nonché suo costante supporto morale. Nonostante i diverbi e i contrasti che rischieranno di segnare il loro rapporto quando Claire si troverà in difficoltà economiche, Ewan farà di tutto per rimanere accanto alla ragazza, nei confronti della quale prova dei sentimenti molto forti.

## Lista episodi
1. "Farewell, Girls" (Addio ragazze)
2. "A Harsh Night"
3. "My True Self"
4. "Where Are We Going?"
5. "At Every Window"
6. "A Tiny Light"
7. "Destiny, Once Again"
8. "Go Love" (Vai amore)
9. "Awakening"
10. "Bewilderment"
11. "Respective Thoughts"
12. "His Expectations"
13. "Holiday" (Vacanza)
14. "Reason to Fight" (Una ragione per combattere)
15. "With Sorrow, and Hatred…"
16. "Sorrowful Lies"
17. "Truth" (Verità)
18. "A Little Hope" (Una piccola speranza)
19. "Unreachable Feelings"
20. "The Room Left Behind"
21. "The Last Morning" (L'ultimo mattino)
22. "Light" (Luce)

## Sigle
Sigla iniziale: 
- "Jolly Jolly" di JiLL-Decoy (JIRUDEKO), una musica ritmata ed allegra poco in sintonia con gli argomenti trattati.

Sigla finale: 
- "Rock the L.M.C" di LM.C
- "Oh my Juliet" di LM.C